# نورآباد (ثلاث باباجانی)
نورآباد (ثلاث باباجانی)، در گذشته روستایی از توابع بخش مرکزی شهرستان ثلاث باباجانی در استان کرمانشاه ایران بود و اکنون با الحاق به شهر تازه آباد یکی از محلات این شهر محسوب می شود.

## جمعیت
این روستا در دهستان دشت حر قرار دارد و براساس سرشماری مرکز آمار ایران در سال ۱۳۸۵، جمعیت آن ۱٬۱۶۸ نفر (۲۵۴خانوار) بوده‌است.